# Kumáónština
Kumáónština (kumáónsky कुमाँऊनी, कुमाऊनी, kumā̃ūnī, anglicky Kumaoni, Kumauni) je indoíránský jazyk rozšířený ve východní části severoindického státu Uttarákhand a na západním konci Nepálu. Patří do pahárské (severní) podskupiny indoárijských jazyků. Ovládá ho okolo dvou milionů lidí, z toho většina žije v regionu Kumáón ve státě Uttarákhand. Téměř všichni mluvčí kumáónštiny zároveň ovládají i hindštinu. Nejbližším příbuzným kumáónštiny je garhválština.

## Gramatika

### Slovesa
Časování slovesa लेख lekh („psát“):

#### Přítomný čas
Některé tvary se vyjadřují opisně s pomocným slovesem छुनु chunu [čhunu] „být“, např. तू लेख छे tū lekh che doslova znamená „ty psát jsi“.
- Jednotné číslo

| Kumáónsky | Transliterace | Česky |
| --------- | ------------- | ----- |
| मैं लेखनू     | maĩ lekhnū    | píšu  |
| तू लेख छे    | tū lekh che   | píšeš |
| उ लिखनो     | u likhno      | píše  |

- Množné číslo

| Kumáónsky | Transliterace | Česky  |
| --------- | ------------- | ------ |
| हम लेखनु    | ham lekhnu    | píšeme |
| तुम लेख छो   | tum lekh cho  | píšete |
| ऊँ लेखन छन  | ū̃ lekhan chan | píšou  |

#### Minulý čas
- Jednotné číslo

| Kumáónsky | Transliterace | Česky       |
| --------- | ------------- | ----------- |
| मेल लिखौ     | mel likhau    | napsal jsem |
| त्वील लिखौ    | tvīl likhau   | napsal jsi  |
| वील लिखौ     | vīl likhau    | napsal      |

- Množné číslo

| Kumáónsky | Transliterace | Česky        |
| --------- | ------------- | ------------ |
| हमुल लेखौ    | hamul lekhau  | napsali jsme |
| तुमुल लेखौ    | tumul lekhau  | napsali jste |
| उनुले लेखौ    | unule lekhau  | napsali      |

#### Budoucí čas
- Jednotné číslo

| Kumáónsky | Transliterace | Česky   |
| --------- | ------------- | ------- |
| मैं लिखूंलो     | maĩ likhūṃlo  | napíšu  |
| तू लेखले     | tū lekhle     | napíšeš |
| उ लेखल     | u lekhal      | napíše  |

- Množné číslo

| Kumáónsky | Transliterace | Česky    |
| --------- | ------------- | -------- |
| हम लेखुंला    | ham lekhuṃlā  | napíšeme |
| तुम लेखला    | tum lekhlā    | napíšete |
| ऊँ लेखल     | ū̃ lekhal      | napíšou  |